# Hal (groupe)
Pour les articles homonymes, voir Hal.
Hal est un groupe de rock indépendant irlandais, originaire de Dublin. Le groupe compte deux albums studio, Hal (2005) et The Time, The Hour (2012).

## Biographie
Hal est signé au label Rough Trade Records en 2004, après une compétition entre deux labels. Leur premier single, Worry About the Wind est publié la même année. Leur premier album éponyme suit, et est lui-même suivi par le single double-face A Don't Come Running / I Sat Down. Le groupe publie aussi Keep Love as Your Golden Rule comme single split 7" avec (The Magic Numbers). Ils contribuent aussi à une reprise de Mind Games de John Lennon sur un CD accompagnant le magazine Q en octobre 2005.
Le groupe tourne à l'international en 2004 et 2005 avec Doves et Grandaddy, puis revient en studio d'enregistrement à la fin 2005. 
En août 2010, le groupe annonce la sortie d'un prochain album sur Facebook. En février 2012 sort l'EP quatre titres Down in the Valley. Leur deuxième album, The Time, The Hour',est publié en avril 2012.

## Récompenses
- The Irish Post Best Newcomer Award 2005
- Meilleur album irlandais en 2005 au Irish Independent
- Nr.1 album de 2005 au magazine MAGIC
- L'un des meilleurs albums de 2005 aux magazines Mojo et Uncut

## Discographie

### Albums studio
- 2005 : Hal (31e des charts britanniques[4])
- 2012 : The Time, The Hour

### Singles et EP
- 2004 : Worry About the Wind (53e des charts britanniques[4])
- 2005 : What a Lovely Dance (19e en Irlande, 36e des charts britanniques[4])
- 2005 : Play the Hits (38e des charts britanniques[4])
- 2005 : Don't Come Running / I Sat Down
- 2012 : Down In the Valley (EP)